# Хэмилтон, Люсиль
Люсиль Мэри Хэмилтон (англ. Lucille Maree Hamilton; по мужу Бейли (англ. Bailie); род. 25 мая 1969 года, Мельбурн, штат Виктория, Австралия) — австралийская профессиональная баскетболистка, выступала в женской национальной баскетбольной лиге. Играла на позиции тяжёлого форварда и центровой. Трёхкратная победительница женской НБЛ (1989, 2002 и 2003). Член Зала славы австралийского баскетбола с 2017 года.
В составе национальной сборной Австралии принимала участие на мундиале 1990 года в Малайзии, помимо того она стала бронзовым призёром чемпионата мира среди девушек до 19 лет 1989 года в Бильбао.

## Ранние годы
Люсиль родилась 25 мая 1969 года в городе Мельбурн (штат Виктория), у неё есть младшая сестра, Джасинта, также выступавшая в ЖНБЛ и сборной Австралии.